# Mission: Impossible – Fallout
Mission: Impossible – Fallout je americký akční film z roku 2018. Režie, scénáře a produkce se ujal Christopher McQuarrie. Je šestým dílem filmové série Mission: Impossible a druhým filmem režírovaným McQuarriem. Ve filmu si zopakovali své role z předchozích dílů Tom Cruise, Ving Rhames, Simon Pegg, Rebecca Fergusonová, Sean Harris, Michelle Monaghan a Alec Baldwin a nově se také objevili Henry Cavill, Vanessa Kirby a Angela Bassettová. Světovou premiéru měl v Paříži dne 12. července 2018, ve Spojených státech měl poté premiéru dne 27. července a v České republice dne 2. srpna 2018. Film je šestým nejvýdělečnějším filmem roku 2018, s výdělkem přes 790 milionů dolarů, oproti jeho rozpočtu, který činil 178 milionů dolarů. Film je kritiky hodnocen pozitivně, obzvlášť jeho režie, příběh, herectví, akční scény a kaskadérské kousky.

## Obsazení

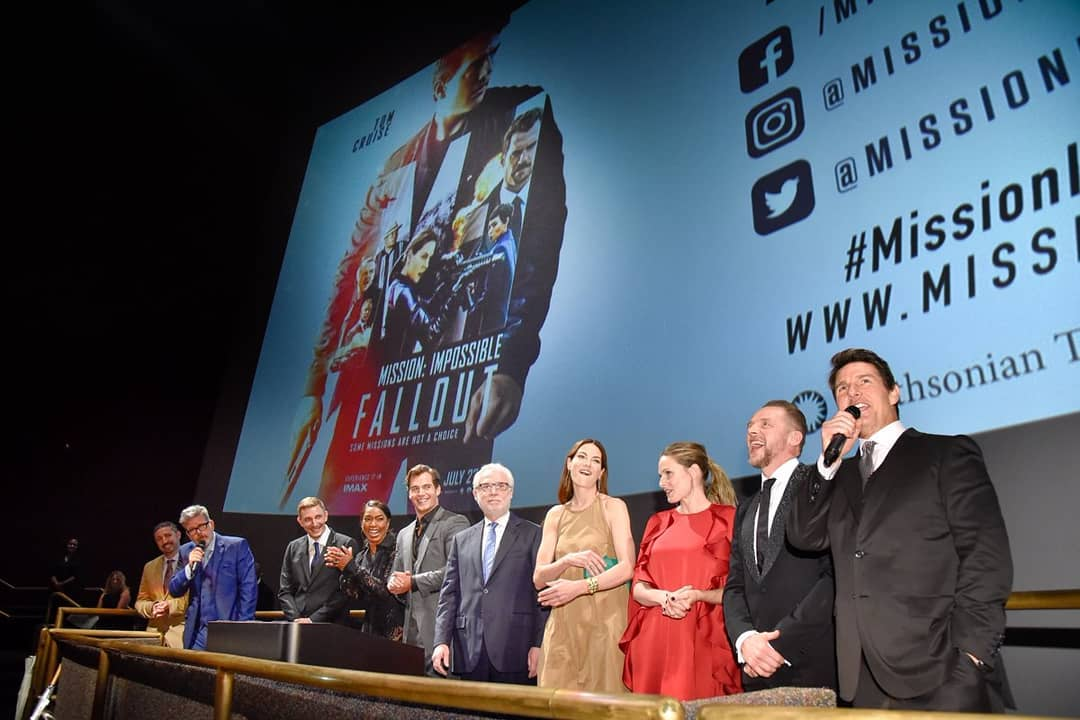
Obsazení na premiéře filmu

| Tom Cruise           | Ethan Hunt (český dabing: Pavel Vondra)                                                                         |
| Henry Cavill         | August Walker, agent CIA (český dabing: Jakub Saic)                                                             |
| Ving Rhames          | Luther Stickell, agent IMF (český dabing: Pavel Rímský)                                                         |
| Simon Pegg           | Benji Dunn, agent IMF (český dabing: Petr Rychlý)                                                               |
| Rebecca Fergusonová  | Ilsa Faust, bývalá agentka MI6 (český dabing: Radka Přibyslavská)                                               |
| Sean Harris          | Solomon Lane (český dabing: Zdeněk Podhůrský)                                                                   |
| Angela Bassettová    | Erika Sloane, nová ředitelka CIA (český dabing: Vanda Konečná)                                                  |
| Michelle Monaghanová | Julia Meade-Hunt, doktorka a Ethanova manželka (český dabing: Jolana Smyčková)                                  |
| Alec Baldwin         | Alan Hunley, bývalý ředitel CIA (český dabing: Jiří Schwarz)                                                    |
| Vanessa Kirby        | Alanna Mitsopolis / vdova, dealerka na černém trhu, dcera Maxe z prvního filmu (český dabing: Lucie Štěpánková) |
| Frederick Schmidt    | Zola Mitsopolis, bratr Alanny                                                                                   |
| Wes Bentley          | Patrick, druhý manžel Julie (český dabing: Marek Libert)                                                        |
| Kristoffer Joner     | Nils Debruuk, specialista na nukleární zbraně                                                                   |

## Přijetí

### Tržby
Film vydělal 220,1 milionů dolarů ve Spojených státech amerických a v Kanadě a 570,9 milionů v ostatních teritoriích. Celkově tak vydělal 791,1 milionů dolarů, oproti jeho rozpočtu, který činil 178 milionů dolarů.
Ve Spojených státech a Kanadě měl premiéru ve stejný den jako film Teen Titans Go! To the Movies. Projektován byl výdělek za první víkend 48–65 milionů dolarů z 4 386 kin. Film za první den, včetně čtvrtečního premiérového večera vydělal 6 milionů dolarů. Za první víkend vydělal 61,2 milionů a stal se tak nejnavštěvovanějším filmem víkendu. Za druhý týden vydělal 35 milionů dolarů a za třetí týden přes 20 milionů dolarů.

### Recenze
Na recenzní stránce Rotten Tomatoes získal ze 342 započtených recenzí 97 procent s průměrným ratingem 8,3 bodů z deseti. Na serveru Metacritic snímek získal ze 60 recenzí 86 bodů ze sta. Diváci, kteří hodnotili film na serveru CinemaScore mu dali známku za 1, na škále 1+ až 5. Na Česko-Slovenské filmové databázi si snímek k 7. září 2018 drží 84 procent.

### Ocenění a nominace
| Rok  | Ocenění                       | Kategorie                                    | Nominovaný                                                             | Výsledek  |
| ---- | ----------------------------- | -------------------------------------------- | ---------------------------------------------------------------------- | --------- |
| 2018 | Critics' Choice Movie Awards  | nejlepší akční film                          |                                                                        | vítězství |
| 2018 | Critics' Choice Movie Awards  | nejlepší vizuální efekty                     | nominace                                                               |           |
| 2018 | Filmová cena Britské akademie | nejlepší zvuk                                | Gilbert Lake, James H. Mather, Christopher Munro, Mike Prestwood Smith | nominace  |
| 2018 | Golden Trailer Awards         | nejlepší trailer: letní velkorozpočtový film |                                                                        | nominace  |
| 2018 | People's Choice Awards        | nejoblíbenější film                          | nominace                                                               |           |
| 2018 | People's Choice Awards        | nejoblíbenější akční film                    | nominace                                                               |           |
| 2018 | People's Choice Awards        | nejoblíbenější filmová hvězda: muž           | Tom Cruise                                                             | nominace  |
| 2018 | People's Choice Awards        | nejoblíbenější filmová hvězda: akční         | Tom Cruise                                                             | nominace  |
| 2018 | Screen Actors Guild Awards    | nejlepší kaskadérský tým                     |                                                                        | nominace  |